# کاویم
کاویم (انگلیسی: Kavim) شرکت ترابری اسرائیلی است، که در سال ۲۰۰۰ تأسیس شد.